# 本保氏
本保氏（ほんぼし）は、日本の氏族。北陸地方、武蔵国に分布。加賀国の守護大名、富樫氏と縁が深く、支流の一つなのではないかとされている。一説に、富樫氏が富樫新保（現在の石川県金沢市新保町）を開拓した際、元からの富樫氏の保に住んでいた住民が本保氏を名乗ったといわれる。
新潟県の粟島には本保姓が多いが、一説に、越前国の本保氏が粟島を征服したためだという。「越佐地名考」によると、和銅年間に本保信高という人物が一族を率いて越前国本保から渡り、粟島を支配したという。
なお、同じ字で「ほんぽ」「もとやす」と読む姓も存在するが、関係ははっきりしていない。
加賀金沢藩の主となった前田氏は、かつて加賀国が百姓が支配する国であったこと、加賀一向一揆により富樫氏宗家が滅んだことを露見するのを怖れて、史料の多くを燃やしてしまったため、本保氏の素性は富樫氏と縁が深いということしかわからないという。